# Огња (село)
Огња (фр. Augnat) насеље је и општина у централној Француској у региону Оверња, у департману Пиј де Дом која припада префектури Исоар.
По подацима из 2004. године у општини је живело 146 становника, а густина насељености је износила 15.3 становника/km². Општина се простире на површини од 9,54 km². Налази се на средњој надморској висини од 610 метара (максималној 822 m, а минималној 469 m).

## Демографија
| 1962. | 1968. | 1975. | 1982. | 1990. | 1999. | 2011. |
| ----- | ----- | ----- | ----- | ----- | ----- | ----- |
| 157   | 130   | 135   | 111   | 111   | 133   | 129   |

График промене броја становника у току последњих година